# Бессарабка (Київ)
Бессара́бка — історична місцевість навколо Бессарабської площі Києва.

## Історія
Місцевість відома з кінця XVIII століття, коли тут було відкрито потужне водне джерело, побудовано басейн, а згодом виник базар. Наприкінці XVIII — початку XIX століття на Бессарабці розташовувалася кінна поштова станція. Назва місцевості походить від великої кількості приблудлих, бродячих людей, які оселялися тут в халупах поблизу Крутого узвозу. Ці люди одержали у киян назвисько «бессараби» («басараби»). За іншою версією, назва походить від селян з Бессарабії (Молдова) і півдня України, які торгували тут.

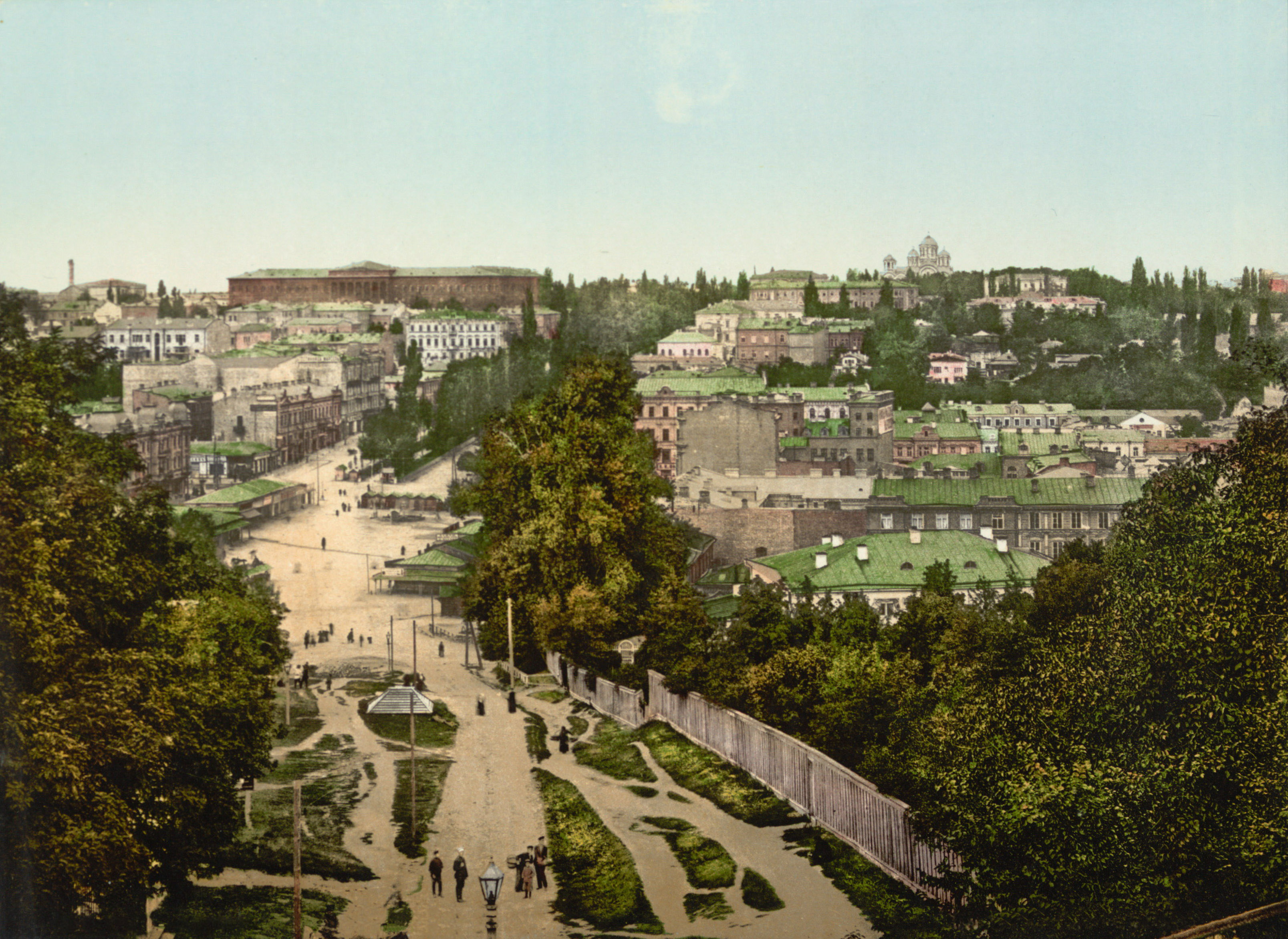
Бессарабська площа (1898)
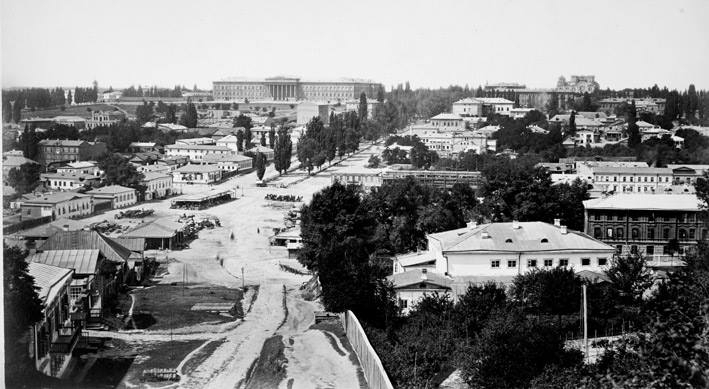
Бессарабка у напрямку Київського університету (початок XX століття)

У 1910—1912 роках на Бессарабці збудовано Бессарабський ринок загальною торговельною площею 896 м² (автор — польський архітектор Генріх-Юліан Ґай).